# Carin Göringová

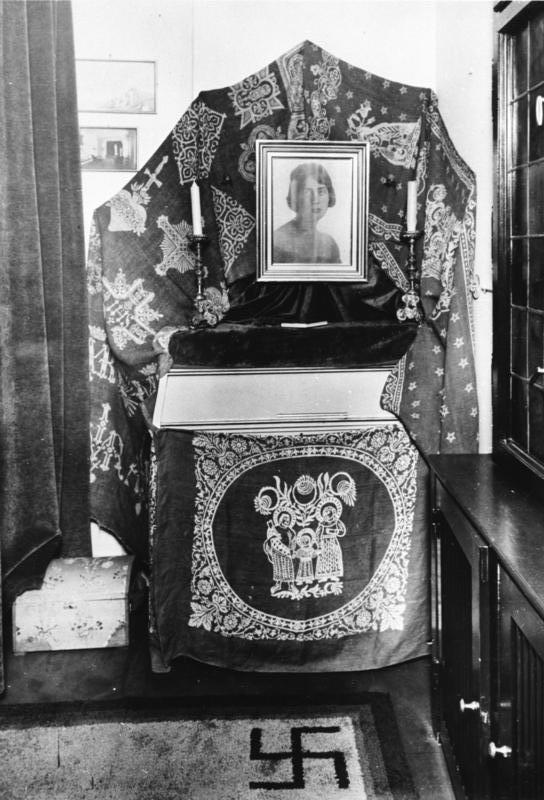
Pietní místo Carin Göringové v rezidenci Hermanna Göringa v Kaiserdamm, Berlín (1931)

Carin Göringová (21. října 1888, Stockholm, Švédsko – 17. října 1931), rozená von Fock, provdaná a rozvedená von Kantzow, byla první manželka Hermanna Göringa.

## Původ
Carin von Fock se narodila 21. října 1888 ve Stockholmu jako čtvrtá z pěti dcer plukovníka Karla svobodného pána von Focka a jeho manželky Huldine Beamishové. Otec pocházel ze zchudlého šlechtického rodu z Vestfálska, který přesídlil do Švédska, matka byla Irka se švédskými předky. Rodina byla finančně velmi dobře zajištěna a Carin tak prožila dětství i mládí v blahobytu a nezatížená problémy běžné reality.

## Seznámení s Göringem
V době, kdy se poprvé setkala se svým budoucím manželem Hermannem Göringem, tedy v roce 1920, byla již deset let provdána za Nielse Gustava, svobodného pána von Kantzow, s nímž měla osmiletého syna Thomase. Hermann Göring žil tehdy ve Švédsku, kde se živil jako pilot aerotaxi. Tak se také seznámil se švédským hrabětem Ericem von Rozenem, kterého za velmi špatných povětrnostních podmínek bezpečně dopravil svým letadlem na hraběcí zámek Rockelstad. Hrabě byl zkušenému pilotovi tak vděčný, že ho pozval k sobě domů. Jelikož byla švagrovou hraběte von Rozena, byla u něj tehdy na návštěvě a tak měla rovněž tu čest seznámit se s mladým a neohroženým pilotem Göringem. Hermann Göring strávil na zámku několik dní a s rodinou hostitele navázal velmi přátelský vztah. Netrvalo dlouho a manželstvím znuděná Carin von Kantzow podlehla šarmu mladého charismatického muže a stala se jeho milenkou. Tři měsíce po jejich prvním setkání už s Hermannem cestovala po Německu a Rakousku, kde spolu trávili romantické chvíle v Alpách. V roce 1922 svého manžela Nielse Gustava svobodného pána von Kantzow nadobro opustila a 13. prosince 1922 se s ním i rozvedla. Syn Thomas byl svěřen do péče otce. 25. ledna 1923 uzavřel Hermann Göring s Carin von Kantzow, rozenou von Fock, sňatek ve Stockholmu a 3. února 1923 na úřadě v Obermenzingu. Novomanželé se nastěhovali do vilky na předměstí Mnichova. O veškeré jejich finanční záležitosti se velkoryse postaral její exmanžel, svobodný pán von Kantzow, který svou bývalou ženu a jejího nového manžela finančně podporoval – hradil vedení jejich luxusní domácnosti, platil služebnictvo a posílal jim balíky s potravinami.

## Život v exilu
Svému druhému manželovi se stala oporou nejen v osobním životě, ale i v životě politickém. Stejně jako Hermann Göring, byla i ona nadšenou obdivovatelkou Hitlera a horlivou propagátorkou nacismu a antisemitismu. Během nepovedeného Mnichovského puče v roce 1923 byl Göring zraněn a následně musel i se svou manželkou uprchnout z Německa, kde na něj byl vydán zatykač. Manželé odešli do Rakouska a v roce 1924 do Švédska. Tehdy už byl Göring silně závislý na morfiu, které užíval na utišení krutých bolestí způsobených zraněním při nepovedeném puči. Trpěl také depresemi. Ve velmi špatném zdravotním stavu se nacházela i Carin, která již dlouhá léta trpěla anginou pectoris a revmatismem. Navíc u ní během exilu v Rakousku lékaři diagnostikovali nevyléčitelnou srdeční chorobu bez vyhlídek na delší život. Veškerý majetek manželů v Německu mezitím podlehl konfiskaci, účty byly obstaveny a zatykač vydán i na Carin.

## Zpět v Německu
Göring se do Německa vrátil v roce 1927 a znovu navázal přerušené vztahy s Hitlerem a s NSDAP, ze které byl během svého pobytu v exilu vyloučen. Po návratu dostal od Hitlera nabídku, aby se stal kandidátem NSDAP pro volby do Říšského sněmu. Hermann Göring nabídku přijal a v květnu 1928 byl zvolen jako jeden z jedenácti poslanců NSDAP. Těžce nemocná Carin tehdy přijela ze Švédska do Berlína, aby další život trávila po boku svého milovaného, a nyní i politicky úspěšného, muže. Její dosavadní nadšení pro národní socialismus se ještě upevnilo a tak se snažila získat pro Hitlerovu věc celou řadu významných osobností, především z řad šlechty. Göringovi vedli velmi čilý společenský život, kdy je pravidelně navštěvoval třeba pruský princ August Vilém von Hohenzollern, jeho bratr Eitel-Friedrich, knížata Wiedové a vrcholní politici nacistické strany.

## Smrt a posmrtná cesta
Zemřela ve Švédsku 17. října 1931 po srdečním záchvatu. Göring byl v té době v Německu. Smrt jeho milované ženy ho silně zasáhla, jelikož mu byla vždy oporou, povzbuzovala ho, podporovala a bezmezně s ním sdílela jeho slepé nadšení pro Hitlera a nacismus. Byla pohřbena na hřbitově v Lovö u Drottningholmu. V roce 1934 uspořádal Göring pompézní slavnostní převoz jejího těla ze Švédska do Německa, kde bylo tělo uloženo v cínové rakvi do soukromé krypty v nově vybudovaném Göringově domě, nazvaném Carinhall (nedaleko Eberswalde). Na jaře 1945, když už se blížila sovětská Rudá armáda, dal Hermann Göring Carinhall vyhodit do povětří a ostatky Carin nechal tajně zakopat v lese. Hrob byl přesto nalezen příslušníky Rudé armády a zneuctěn. Místní hajný mrtvé tělo zachránil, pohřbil a informoval příbuzné ve Švédsku. Po válce se však ve východním Německu dostali k moci komunisté a o převozu těla se nedalo uvažovat. Tělo bylo nakonec tajně exhumováno, pod cizím jménem zpopelněno a švédský pastor Heribert Jansson převezl urnu s popelem zemřelé do Švédska, kde byla uložena do svého původního hrobu na hřbitově v Lovö. Byl to její pátý pohřeb.